# Big Generator
Big Generator è il dodicesimo album in studio del gruppo progressive inglese Yes, pubblicato nel 1987 dalla Atco Records.

## Storia
La realizzazione di Big Generator fu lunga (oltre due anni) e problematica, soprattutto a causa di divergenze musicali fra i membri del gruppo. In particolare, l'intenzione del chitarrista Trevor Rabin era quella di proseguire il percorso musicale iniziato con 90125, mentre il cantante Jon Anderson era più interessato a un ritorno ai canoni tradizionali degli Yes (obiettivo che avrebbe perseguito poi con il gruppo Anderson Bruford Wakeman Howe). Inoltre, la produzione inizialmente affidata a Trevor Horn (lo stesso produttore del precedente album) causò qualche malcontento e alla fine Rabin si assunse il compito aggiuntivo di dirigere lo studio di registrazione.
Tra gli studi di registrazione utilizzati per incidere l'album figura anche il Lark Recording Studio (già Stone Castle) a Carimate (Como), località che nei crediti del disco è stata storpiata in "Caramati".
Big Generator non soddisfece Anderson che abbandonò gli Yes al termine del tour nel 1988.
Il brano Holy Lamb fu scritto da Jon Anderson per Harmonic Convergence, il primo grande raduno New Age della storia, tenutosi a Sedona, in Arizona, nel 1987.

## Accoglienza
Le vendite di Big Generator e dei due singoli Love Will Find A Way e Rhythm Of Love non si avvicinarono ai risultati straordinari del precedente album.
Nel manga Alita l'angelo della battaglia viene citato e cantato il brano "Big Generator".

## Tracce
1. Rhythm of Love (Jon Anderson/Tony Kaye/Trevor Rabin/Chris Squire) - 4:47
2. Big Generator (Jon Anderson/Tony Kaye/Trevor Rabin/Chris Squire/Alan White) - 4:33
3. Shoot High Aim Low (Jon Anderson/Tony Kaye/Trevor Rabin/Chris Squire/Alan White) - 7:01
4. Almost Like Love (Jon Anderson/Tony Kaye/Trevor Rabin/Chris Squire) - 4:58
5. Love Will Find a Way (Trevor Rabin) - 4:50
6. Final Eyes (Jon Anderson/Tony Kaye/Trevor Rabin/Chris Squire) - 6:25
7. I'm Running (Jon Anderson/Tony Kaye/Trevor Rabin/Chris Squire) - 7:37
8. Holy Lamb (Song for Harmonic Convergence) (Jon Anderson) - 3:19

Big Generator (Atco 790 522) raggiunse la posizione #17 nel Regno Unito e la posizione #15 negli Stati Uniti.

## Formazione
- Jon Anderson - voce
- Trevor Rabin - chitarra, seconde voci, tastiere, arrangiamento sezioni d'archi
- Chris Squire - basso, seconde voci
- Tony Kaye - tastiere
- Alan White - batteria, percussioni